# Heteronomie
Heteronomie is het niet in staat zijn om zelf de eigen wil te bepalen, maar het volgen van de regels van anderen. Daarmee staat het in tegenstelling tot autonomie, het vermogen van het menselijk individu om zelfstandig beslissingen te nemen. Het onvermogen kan een gevolg zijn van geboden en verboden van buitenaf, zoals wetgeving, maar ook van allerlei andere zaken die - al dan niet onwillekeurig - het handelen beïnvloeden. Te denken valt daarbij aan bijvoorbeeld de invloed van reclame, aanpassing aan de gewoonten van de eigen groep, aan de heersende culturele mores of aan de politieke ideologie in de omringende maatschappij.